# コンコース
コンコース（英語: concourse）は、鉄道駅、空港ターミナルビル、公園、博覧会場など人々が行き交う場で、人の集合や流動を目的として設置する広い空間を指す。

## 概要
「コンコース」は鉄道駅や空港建物の中央大通路、公園などの中央広場、会議室、大学、ホテルの一角のほかにショッピングモールの「ショッピングコンコース」などもある。鉄道駅構内の空間はホーム、昇降部、コンコース、改札に分類できる。
技術学会のIEEEがコミュニティ「IEEEスチューデントコンコース」を設けるなど、インターネットで人々が集う場合も用いられる。

## 語源
"concourse"（コンコース）は「人々が集まる場所」を意味する語で、英語やフランス語のほかラテン語で「混ざる・一つになる」などの意味をもつ"concursus" や"concurrere"が語源である。 これらの言葉は「意見が一致する、同時に起こる」の意味がある英単語の"concur"も語源学的に関連がある。